# NHL 2019/2020
Sezóna 2019/20 je 103. sezónou v historii severoamerické a světově nejprestižnější hokejové ligy světa National Hockey League (zkratka NHL).
Sezóna byla přerušena 12. března kvůli pandemii covidu-19. První dva nakažení hráči jsou z týmu Ottawa Senators. Mezi nakaženými je rovněž Jan Vopat, skaut St. Louis Blues.

## Základní část

### Tabulky

#### Východní konference
| Pořadí | Východní konference   | Divize | GP | W  | L  | OTL | GF  | GA  | B   | Pts% |
| ------ | --------------------- | ------ | -- | -- | -- | --- | --- | --- | --- | ---- |
| 1.     | Boston Bruins         | ATL    | 70 | 44 | 14 | 12  | 227 | 174 | 100 | .714 |
| 2.     | Tampa Bay Lightning   | ATL    | 70 | 43 | 21 | 6   | 245 | 195 | 92  | .657 |
| 3.     | Washington Capitals   | MET    | 69 | 41 | 20 | 8   | 240 | 215 | 90  | .652 |
| 4.     | Philadelphia Flyers   | MET    | 69 | 41 | 21 | 7   | 232 | 196 | 89  | .645 |
| 5.     | Pittsburgh Penguins   | MET    | 69 | 40 | 23 | 6   | 224 | 196 | 86  | .623 |
| 6.     | Carolina Hurricanes   | MET    | 68 | 38 | 25 | 5   | 222 | 193 | 81  | .596 |
| 7.     | New York Islanders    | MET    | 68 | 35 | 23 | 10  | 192 | 193 | 80  | .588 |
| 8.     | Toronto Maple Leafs   | ATL    | 70 | 36 | 25 | 9   | 238 | 227 | 81  | .579 |
| 9.     | Columbus Blue Jackets | MET    | 70 | 33 | 22 | 15  | 180 | 187 | 81  | .579 |
| 10.    | Florida Panthers      | ATL    | 69 | 35 | 26 | 8   | 231 | 228 | 78  | .565 |
| 11.    | New York Rangers      | MET    | 70 | 37 | 28 | 5   | 234 | 222 | 79  | .564 |
| 12.    | Montreal Canadiens    | ATL    | 71 | 31 | 31 | 9   | 212 | 221 | 71  | .500 |
| 13.    | Buffalo Sabres        | ATL    | 69 | 30 | 31 | 8   | 195 | 217 | 68  | .493 |
| 14.    | New Jersey Devils     | MET    | 69 | 28 | 29 | 12  | 189 | 230 | 68  | .493 |
| 15.    | Ottawa Senators       | ATL    | 71 | 25 | 34 | 12  | 191 | 243 | 62  | .437 |
| 16.    | Detroit Red Wings     | ATL    | 71 | 17 | 49 | 5   | 145 | 267 | 39  | .275 |

#### Západní konference
| Pořadí | Západní konference   | Divize | GP | W  | L  | OTL | GF  | GA  | B  | Pts% |
| ------ | -------------------- | ------ | -- | -- | -- | --- | --- | --- | -- | ---- |
| 1.     | St. Louis Blues      | CEN    | 71 | 42 | 19 | 10  | 225 | 193 | 94 | .662 |
| 2.     | Colorado Avalanche   | CEN    | 70 | 42 | 20 | 8   | 237 | 191 | 92 | .657 |
| 3.     | Vegas Golden Knights | PAC    | 71 | 39 | 24 | 8   | 227 | 211 | 86 | .606 |
| 4.     | Dallas Stars         | CEN    | 69 | 37 | 24 | 8   | 180 | 177 | 82 | .594 |
| 5.     | Edmonton Oilers      | PAC    | 71 | 37 | 25 | 9   | 225 | 217 | 83 | .585 |
| 6.     | Nashville Predators  | CEN    | 69 | 35 | 26 | 8   | 215 | 217 | 78 | .565 |
| 7.     | Vancouver Canucks    | PAC    | 69 | 36 | 27 | 6   | 228 | 217 | 78 | .565 |
| 8.     | Calgary Flames       | PAC    | 70 | 36 | 27 | 7   | 210 | 215 | 79 | .564 |
| 9.     | Winnipeg Jets        | CEN    | 71 | 37 | 28 | 6   | 216 | 203 | 80 | .563 |
| 10.    | Minnesota Wild       | CEN    | 69 | 35 | 27 | 7   | 220 | 220 | 77 | .558 |
| 11.    | Arizona Coyotes      | PAC    | 70 | 33 | 29 | 8   | 195 | 187 | 74 | .529 |
| 12.    | Chicago Blackhawks   | CEN    | 70 | 32 | 30 | 8   | 212 | 218 | 72 | .514 |
| 13.    | Anaheim Ducks        | PAC    | 71 | 29 | 33 | 9   | 187 | 226 | 67 | .472 |
| 14.    | Los Angeles Kings    | PAC    | 70 | 29 | 35 | 6   | 178 | 212 | 64 | .457 |
| 15.    | San Jose Sharks      | PAC    | 70 | 29 | 36 | 5   | 182 | 226 | 63 | .450 |

## Nedostali se do play off
Po zkrácení základní části se do play off nedostalo těchto 7 klubů Detroit Red Wings, Ottawa Senators, San Jose Sharks, Los Angeles Kings, Anaheim Ducks, Buffalo Sabres a New Jersey Devils. 

## Hráčské statistiky základní části

### Kanadské bodování
Toto je konečné pořadí hráčů podle dosažených bodů. Za jeden vstřelený gól nebo přihrávku na gól hráč získal jeden bod.
| Poř. | Hráč             | Tým                 | Z  | G  | A  | B   | TM | +/- |
| ---- | ---------------- | ------------------- | -- | -- | -- | --- | -- | --- |
| 1.   | Leon Draisaitl   | Edmonton Oilers     | 71 | 43 | 67 | 110 | 18 | -7  |
| 2.   | Connor McDavid   | Edmonton Oilers     | 64 | 34 | 63 | 97  | 28 | -6  |
| 3.   | David Pastrňák   | Boston Bruins       | 70 | 48 | 47 | 95  | 40 | +21 |
| 4.   | Artěmij Panarin  | New York Rangers    | 69 | 32 | 63 | 95  | 20 | +36 |
| 5.   | Nathan MacKinnon | Colorado Avalanche  | 69 | 35 | 58 | 93  | 12 | +13 |
| 6.   | Brad Marchand    | Boston Bruins       | 70 | 28 | 59 | 87  | 82 | +25 |
| 7.   | Nikita Kučerov   | Tampa Bay Lightning | 68 | 33 | 52 | 85  | 38 | +26 |
| 8.   | Patrick Kane     | Chicago Blackhawks  | 70 | 33 | 51 | 84  | 40 | +8  |
| 9.   | Auston Matthews  | Toronto Maple Leafs | 70 | 47 | 33 | 80  | 8  | +19 |
| 10.  | Jack Eichel      | Buffalo Sabres      | 68 | 36 | 42 | 78  | 34 | +5  |

### Hodnocení brankářů
Toto je konečné pořadí nejlepších deseti brankářů seřazených podle průměru obdržených branek na zápas. Odchytaných minimálně 1920 minut.
| Poř. | Hráč             | Tým                   | Z. | MIN  | OG  | PZ   | PS   | POG  | Úsp%  |
| ---- | ---------------- | --------------------- | -- | ---- | --- | ---- | ---- | ---- | ----- |
| 1.   | Tuukka Rask      | Boston Bruins         | 41 | 2410 | 85  | 1104 | 1189 | 2.12 | 92.85 |
| 2.   | Darcy Kuemper    | Arizona Coyotes       | 29 | 1762 | 65  | 838  | 903  | 2.21 | 92.80 |
| 3.   | Anton Chudobin   | Dallas Stars          | 30 | 1687 | 62  | 820  | 882  | 2.21 | 92.97 |
| 4.   | Elvis Merzļikins | Columbus Blue Jackets | 32 | 1824 | 71  | 848  | 919  | 2.34 | 92.27 |
| 5.   | Jaroslav Halák   | Boston Bruins         | 31 | 1840 | 73  | 832  | 905  | 2.38 | 91.93 |
| 6.   | Pavel Francouz   | Colorado Avalanche    | 34 | 1923 | 77  | 919  | 996  | 2.40 | 92.27 |
| 7.   | Carter Hart      | Philadelphia Flyers   | 43 | 2366 | 95  | 1005 | 1100 | 2.41 | 91.36 |
| 8.   | Tristan Jarry    | Pittsburgh Penguins   | 33 | 1932 | 79  | 907  | 986  | 2.45 | 91.99 |
| 9.   | Ben Bishop       | Dallas Stars          | 44 | 2485 | 103 | 1183 | 1286 | 2.49 | 91.99 |
| 10.  | Ilja Samsonov    | Washington Capitals   | 26 | 1418 | 60  | 629  | 689  | 2.54 | 91.29 |

## Kvalifikace - Východní konference

#### Pittsburgh Penguins (5) - Montreal Canadiens (12)
| Utkání | Domácí              | Výsledek | Hosté               | Třetiny               | Zpráva |
| ------ | ------------------- | -------- | ------------------- | --------------------- | ------ |
| 1.     | Pittsburgh Penguins | 2:3 PP   | Montreal Canadiens  | (0:1, 2:1, 0:0 - 0:1) | Zde    |
| 2.     | Pittsburgh Penguins | 3:1      | Montreal Canadiens  | (1:0, 0:0, 2:1)       | Zde    |
| 3.     | Montreal Canadiens  | 4:3      | Pittsburgh Penguins | (1:2, 2:1, 1:0)       | Zde    |
| 4.     | Montreal Canadiens  | 2:0      | Pittsburgh Penguins | (0:0, 0:0, 2:0)       | Zde    |

Do čtvrtfinále konference play off postoupil tým Montreal Canadiens, když zvítězil 3:1 na zápasy.

#### Carolina Hurricanes (6) - New York Rangers (11)
| Utkání | Domácí              | Výsledek | Hosté               | Třetiny         | Zpráva |
| ------ | ------------------- | -------- | ------------------- | --------------- | ------ |
| 1.     | Carolina Hurricanes | 3:2      | New York Rangers    | (1:0, 1:1, 1:1) | Zde    |
| 2.     | Carolina Hurricanes | 4:1      | New York Rangers    | (1:1, 2:0, 1:0) | Zde    |
| 3.     | New York Rangers    | 1:3      | Carolina Hurricanes | (0:0, 1:1, 0:2) | Zde    |

Do čtvrtfinále konference play off postoupil tým Carolina Hurricanes, když zvítězil 3:0 na zápasy.

#### New York Islanders (7) - Florida Panthers (10)
| Utkání | Domácí             | Výsledek | Hosté              | Třetiny         | Zpráva |
| ------ | ------------------ | -------- | ------------------ | --------------- | ------ |
| 1.     | New York Islanders | 2:1      | Florida Panthers   | (1:0, 1:0, 0:1) | Zde    |
| 2.     | New York Islanders | 4:2      | Florida Panthers   | (0:1, 3:1, 1:0) | Zde    |
| 3.     | Florida Panthers   | 3:2      | New York Islanders | (0:0, 1:1, 2:1) | Zde    |
| 4.     | Florida Panthers   | 1:5      | New York Islanders | (1:2, 0:1, 0:2) | Zde    |

Do čtvrtfinále konference play off postoupil tým New York Islanders, když zvítězil 3:1 na zápasy.

#### Toronto Maple Leafs (8) - Columbus Blue Jackets (9)
| Utkání | Domácí                | Výsledek | Hosté                 | Třetiny               | Zpráva |
| ------ | --------------------- | -------- | --------------------- | --------------------- | ------ |
| 1.     | Toronto Maple Leafs   | 0:2      | Columbus Blue Jackets | (0:0, 0:0, 0:2)       | Zde    |
| 2.     | Toronto Maple Leafs   | 3:0      | Columbus Blue Jackets | (0:0, 1:0, 2:0)       | Zde    |
| 3.     | Columbus Blue Jackets | 4:3 PP   | Toronto Maple Leafs   | (0:1, 1:2, 2:0 - 1:0) | Zde    |
| 4.     | Columbus Blue Jackets | 3:4 PP   | Toronto Maple Leafs   | (1:0, 1:0, 1:3 - 0:1) | Zde    |
| 5.     | Toronto Maple Leafs   | 0:3      | Columbus Blue Jackets | (0:1, 0:0, 0:2)       | Zde    |

Do čtvrtfinále konference play off postoupil tým Columbus Blue Jackets, když zvítězil 3:2 na zápasy.

## Kvalifikace - Západní konference

#### Edmonton Oilers (5) - Chicago Blackhawks (12)
| Utkání | Domácí             | Výsledek | Hosté              | Třetiny         | Zpráva |
| ------ | ------------------ | -------- | ------------------ | --------------- | ------ |
| 1.     | Edmonton Oilers    | 4:6      | Chicago Blackhawks | (1:4, 1:2, 2:0) | Zde    |
| 2.     | Edmonton Oilers    | 6:3      | Chicago Blackhawks | (2:1, 2:2, 2:0) | Zde    |
| 3.     | Chicago Blackhawks | 4:3      | Edmonton Oilers    | (2:1, 0:2, 2:0) | Zde    |
| 4.     | Chicago Blackhawks | 3:2      | Edmonton Oilers    | (2:1, 0:1, 1:0) | Zde    |

Do čtvrtfinále konference play off postoupil tým Chicago Blackhawks, když zvítězil 3:1 na zápasy.

#### Nashville Predators (6) - Arizona Coyotes (11)
| Utkání | Domácí              | Výsledek | Hosté               | Třetiny               | Zpráva |
| ------ | ------------------- | -------- | ------------------- | --------------------- | ------ |
| 1.     | Nashville Predators | 3:4      | Arizona Coyotes     | (1:3, 0:1, 2:0)       | Zde    |
| 2.     | Nashville Predators | 4:2      | Arizona Coyotes     | (2:0, 1:0, 1:2)       | Zde    |
| 3.     | Arizona Coyotes     | 4:1      | Nashville Predators | (1:0, 0:1, 3:0)       | Zde    |
| 4.     | Arizona Coyotes     | 4:3 PP   | Nashville Predators | (1:0, 1:2, 1:1 - 1:0) | Zde    |

Do čtvrtfinále konference play off postoupil tým Arizona Coyotes, když zvítězil 3:1 na zápasy.

#### Vancouver Canucks (7) - Minnesota Wild (10)
| Utkání | Domácí            | Výsledek | Hosté             | Třetiny               | Zpráva |
| ------ | ----------------- | -------- | ----------------- | --------------------- | ------ |
| 1.     | Vancouver Canucks | 0:3      | Minnesota Wild    | (0:1, 0:1, 0:1)       | Zde    |
| 2.     | Vancouver Canucks | 4:3      | Minnesota Wild    | (1:1, 2:0, 1:2)       | Zde    |
| 3.     | Minnesota Wild    | 0:3      | Vancouver Canucks | (0:0, 0:1, 0:2)       | Zde    |
| 4.     | Minnesota Wild    | 4:5 PP   | Vancouver Canucks | (2:1, 2:2, 0:1 - 0:1) | Zde    |

Do čtvrtfinále konference play off postoupil tým Vancouver Canucks, když zvítězil 3:1 na zápasy.

#### Calgary Flames (8) - Winnipeg Jets (9)
| Utkání | Domácí         | Výsledek | Hosté          | Třetiny         | Zpráva |
| ------ | -------------- | -------- | -------------- | --------------- | ------ |
| 1.     | Calgary Flames | 4:1      | Winnipeg Jets  | (0:1, 3:0, 1:0) | Zde    |
| 2.     | Calgary Flames | 2:3      | Winnipeg Jets  | (0:1, 2:1, 0:1) | Zde    |
| 3.     | Winnipeg Jets  | 2:6      | Calgary Flames | (1:1, 1:3, 0:2) | Zde    |
| 4.     | Winnipeg Jets  | 0:4      | Calgary Flames | (0:2, 0:0, 0:2) | Zde    |

Do čtvrtfinále konference play off postoupil tým Calgary Flames, když zvítězil 3:1 na zápasy.

## Playoff
Všechny série play-off se hrají na čtyři vítězná utkání.
|  | Čtvrtfinále konference | Čtvrtfinále konference | Čtvrtfinále konference |   |   | Semifinále konference | Semifinále konference | Semifinále konference |  |  | Finále konference   | Finále konference | Finále konference |  |  | Finále Stanley Cupu | Finále Stanley Cupu | Finále Stanley Cupu |
|  |                        |                        |                        |   |   |                       |                       |                       |  |  |                     |                   |                   |  |  |                     |                     |                     |
|  | 1                      | Philadelphia Flyers    | 4                      |   |   |                       |                       |                       |  |  |                     |                   |                   |  |  |                     |                     |                     |
|  | 8                      | Montreal Canadiens     | 2                      |   |   |                       |                       |                       |  |  |                     |                   |                   |  |  |                     |                     |                     |
|  | 8                      | Montreal Canadiens     | 2                      |   |   | Tampa Bay Lightning   | 4                     |                       |  |  |                     |                   |                   |  |  |                     |                     |                     |
|  |                        |                        |                        |   |   | Tampa Bay Lightning   | 4                     |                       |  |  |                     |                   |                   |  |  |                     |                     |                     |
|  |                        |                        | Boston Bruins          | 1 |   |                       |                       |                       |  |  |                     |                   |                   |  |  |                     |                     |                     |
|  | 2                      | Tampa Bay Lightning    | Boston Bruins          | 1 | 4 |                       |                       |                       |  |  |                     |                   |                   |  |  |                     |                     |                     |
|  | 2                      | Tampa Bay Lightning    |                        |   | 4 |                       |                       |                       |  |  |                     |                   |                   |  |  |                     |                     |                     |
|  | 7                      | Columbus Blue Jackets  | 1                      |   |   |                       |                       |                       |  |  |                     |                   |                   |  |  |                     |                     |                     |
|  | 7                      | Columbus Blue Jackets  | 1                      |   |   |                       |                       |                       |  |  | Tampa Bay Lightning | 4                 |                   |  |  |                     |                     |                     |
|  | Východní konference    |                        |                        |   |   |                       |                       |                       |  |  | Tampa Bay Lightning | 4                 |                   |  |  |                     |                     |                     |
|  |                        |                        | New York Islanders     | 2 |   |                       |                       |                       |  |  |                     |                   |                   |  |  |                     |                     |                     |
|  | 3                      | Washington Capitals    | New York Islanders     | 2 | 1 |                       |                       |                       |  |  |                     |                   |                   |  |  |                     |                     |                     |
|  | 3                      | Washington Capitals    |                        |   | 1 |                       |                       |                       |  |  |                     |                   |                   |  |  |                     |                     |                     |
|  | 6                      | New York Islanders     | 4                      |   |   |                       |                       |                       |  |  |                     |                   |                   |  |  |                     |                     |                     |
|  | 6                      | New York Islanders     | 4                      |   |   | Philadelphia Flyers   | 3                     |                       |  |  |                     |                   |                   |  |  |                     |                     |                     |
|  |                        |                        |                        |   |   | Philadelphia Flyers   | 3                     |                       |  |  |                     |                   |                   |  |  |                     |                     |                     |
|  |                        |                        | New York Islanders     | 4 |   |                       |                       |                       |  |  |                     |                   |                   |  |  |                     |                     |                     |
|  | 4                      | Boston Bruins          | New York Islanders     | 4 | 4 |                       |                       |                       |  |  |                     |                   |                   |  |  |                     |                     |                     |
|  | 4                      | Boston Bruins          |                        |   | 4 |                       |                       |                       |  |  |                     |                   |                   |  |  |                     |                     |                     |
|  | 5                      | Carolina Hurricanes    | 1                      |   |   |                       |                       |                       |  |  |                     |                   |                   |  |  |                     |                     |                     |
|  | 5                      | Carolina Hurricanes    | 1                      |   |   |                       |                       |                       |  |  |                     |                   |                   |  |  | Tampa Bay Lightning | 4                   |                     |
|  |                        |                        |                        |   |   |                       |                       |                       |  |  |                     |                   |                   |  |  | Tampa Bay Lightning | 4                   |                     |
|  |                        |                        | Dallas Stars           | 2 |   |                       |                       |                       |  |  |                     |                   |                   |  |  |                     |                     |                     |
|  | 1                      | Vegas Golden Knights   | Dallas Stars           | 2 | 4 |                       |                       |                       |  |  |                     |                   |                   |  |  |                     |                     |                     |
|  | 1                      | Vegas Golden Knights   |                        |   | 4 |                       |                       |                       |  |  |                     |                   |                   |  |  |                     |                     |                     |
|  | 8                      | Chicago Blackhawks     | 1                      |   |   |                       |                       |                       |  |  |                     |                   |                   |  |  |                     |                     |                     |
|  | 8                      | Chicago Blackhawks     | 1                      |   |   | Colorado Avalanche    | 3                     |                       |  |  |                     |                   |                   |  |  |                     |                     |                     |
|  |                        |                        |                        |   |   | Colorado Avalanche    | 3                     |                       |  |  |                     |                   |                   |  |  |                     |                     |                     |
|  |                        |                        | Dallas Stars           | 4 |   |                       |                       |                       |  |  |                     |                   |                   |  |  |                     |                     |                     |
|  | 2                      | Colorado Avalanche     | Dallas Stars           | 4 | 4 |                       |                       |                       |  |  |                     |                   |                   |  |  |                     |                     |                     |
|  | 2                      | Colorado Avalanche     |                        |   | 4 |                       |                       |                       |  |  |                     |                   |                   |  |  |                     |                     |                     |
|  | 7                      | Arizona Coyotes        | 1                      |   |   |                       |                       |                       |  |  |                     |                   |                   |  |  |                     |                     |                     |
|  | 7                      | Arizona Coyotes        | 1                      |   |   |                       |                       |                       |  |  | Dallas Stars        | 4                 |                   |  |  |                     |                     |                     |
|  | Západní konference     |                        |                        |   |   |                       |                       |                       |  |  | Dallas Stars        | 4                 |                   |  |  |                     |                     |                     |
|  |                        |                        | Vegas Golden Knights   | 1 |   |                       |                       |                       |  |  |                     |                   |                   |  |  |                     |                     |                     |
|  | 3                      | Dallas Stars           | Vegas Golden Knights   | 1 | 4 |                       |                       |                       |  |  |                     |                   |                   |  |  |                     |                     |                     |
|  | 3                      | Dallas Stars           |                        |   | 4 |                       |                       |                       |  |  |                     |                   |                   |  |  |                     |                     |                     |
|  | 6                      | Calgary Flames         | 2                      |   |   |                       |                       |                       |  |  |                     |                   |                   |  |  |                     |                     |                     |
|  | 6                      | Calgary Flames         | 2                      |   |   | Vegas Golden Knights  | 4                     |                       |  |  |                     |                   |                   |  |  |                     |                     |                     |
|  |                        |                        |                        |   |   | Vegas Golden Knights  | 4                     |                       |  |  |                     |                   |                   |  |  |                     |                     |                     |
|  |                        |                        | Vancouver Canucks      | 3 |   |                       |                       |                       |  |  |                     |                   |                   |  |  |                     |                     |                     |
|  | 4                      | St. Louis Blues        | Vancouver Canucks      | 3 | 2 |                       |                       |                       |  |  |                     |                   |                   |  |  |                     |                     |                     |
|  | 4                      | St. Louis Blues        |                        |   | 2 |                       |                       |                       |  |  |                     |                   |                   |  |  |                     |                     |                     |
|  | 5                      | Vancouver Canucks      | 4                      |   |   |                       |                       |                       |  |  |                     |                   |                   |  |  |                     |                     |                     |

## Čtvrtfinále - Východní konference

#### Philadelphia Flyers - Montreal Canadiens
| Utkání | Domácí              | Výsledek | Hosté               | Třetiny         | Zpráva |
| ------ | ------------------- | -------- | ------------------- | --------------- | ------ |
| 1.     | Philadelphia Flyers | 2:1      | Montreal Canadiens  | (1:0, 1:1, 0:0) | Zde    |
| 2.     | Philadelphia Flyers | 0:5      | Montreal Canadiens  | (0:2, 0:2, 0:1) | Zde    |
| 3.     | Montreal Canadiens  | 0:1      | Philadelphia Flyers | (0:1, 0:0, 0:0) | Zde    |
| 4.     | Montreal Canadiens  | 0:2      | Philadelphia Flyers | (0:1, 0:1, 0:0) | Zde    |
| 5.     | Philadelphia Flyers | 3:5      | Montreal Canadiens  | (0:1, 2:2, 1:2) | Zde    |
| 6.     | Montreal Canadiens  | 2:3      | Philadelphia Flyers | (1:2, 1:1, 0:0) | Zde    |

Do semifinále konference play off postoupil tým Philadelphia Flyers, když zvítězil 4:2 na zápasy.

#### Tampa Bay Lightning - Columbus Blue Jackets
| Utkání | Domácí                | Výsledek | Hosté                 | Třetiny               | Zpráva |
| ------ | --------------------- | -------- | --------------------- | --------------------- | ------ |
| 1.     | Tampa Bay Lightning   | 3:2 PP   | Columbus Blue Jackets | (1:1, 0:1, 1:0 - 1:0) | Zde    |
| 2.     | Tampa Bay Lightning   | 1:3      | Columbus Blue Jackets | (1:2, 0:0, 0:1)       | Zde    |
| 3.     | Columbus Blue Jackets | 2:3      | Tampa Bay Lightning   | (0:1, 1:2, 1:0)       | Zde    |
| 4.     | Columbus Blue Jackets | 1:2      | Tampa Bay Lightning   | (0:0, 1:2, 0:0)       | Zde    |
| 5.     | Tampa Bay Lightning   | 5:4 PP   | Columbus Blue Jackets | (2:1, 0:2, 2:1 - 1:0) | Zde    |

Do semifinále konference play off postoupil tým Tampa Bay Lightning, když zvítězil 4:1 na zápasy.

#### Washington Capitals - New York Islanders
| Utkání | Domácí              | Výsledek | Hosté               | Třetiny               | Zpráva |
| ------ | ------------------- | -------- | ------------------- | --------------------- | ------ |
| 1.     | Washington Capitals | 2:4      | New York Islanders  | (0:0, 2:1, 0:3)       | Zde    |
| 2.     | Washington Capitals | 2:5      | New York Islanders  | (1:0, 1:3, 0:2)       | Zde    |
| 3.     | New York Islanders  | 2:1 PP   | Washington Capitals | (1:0, 0:1, 0:0 - 1:0) | Zde    |
| 4.     | New York Islanders  | 2:3      | Washington Capitals | (2:0, 0:2, 0:1)       | Zde    |
| 5.     | Washington Capitals | 0:4      | New York Islanders  | (0:1, 0:1, 0:2)       | Zde    |

Do semifinále konference play off postoupil tým New York Islanders, když zvítězil 4:1 na zápasy.

#### Boston Bruins - Carolina Hurricanes
| Utkání | Domácí              | Výsledek | Hosté               | Třetiny               | Zpráva |
| ------ | ------------------- | -------- | ------------------- | --------------------- | ------ |
| 1.     | Boston Bruins       | 4:3 PP   | Carolina Hurricanes | (1:1, 1:1, 1:1 - 1:0) | Zde    |
| 2.     | Boston Bruins       | 2:3      | Carolina Hurricanes | (1:0, 1:2, 0:1)       | Zde    |
| 3.     | Carolina Hurricanes | 1:3      | Boston Bruins       | (0:0, 0:1, 1:2)       | Zde    |
| 4.     | Carolina Hurricanes | 3:4      | Boston Bruins       | (1:0, 1:0, 1:4)       | Zde    |
| 5.     | Boston Bruins       | 2:1      | Carolina Hurricanes | (0:1, 2:0, 0:0)       | Zde    |

Do semifinále konference play off postoupil tým Boston Bruins, když zvítězil 4:1 na zápasy.

## Čtvrtfinále - Západní konference

#### Vegas Golden Knights - Chicago Blackhawks
| Utkání | Domácí               | Výsledek | Hosté                | Třetiny               | Zpráva |
| ------ | -------------------- | -------- | -------------------- | --------------------- | ------ |
| 1.     | Vegas Golden Knights | 4:1      | Chicago Blackhawks   | (0:0, 2:1, 2:0)       | Zde    |
| 2.     | Vegas Golden Knights | 4:3 PP   | Chicago Blackhawks   | (2:0, 1:3, 0:0 - 1:0) | Zde    |
| 3.     | Chicago Blackhawks   | 1:2      | Vegas Golden Knights | (0:1, 0:1, 1:0)       | Zde    |
| 4.     | Chicago Blackhawks   | 3:1      | Vegas Golden Knights | (2:1, 0:0, 1:0)       | Zde    |
| 5.     | Vegas Golden Knights | 4:3      | Chicago Blackhawks   | (1:2, 2:1, 1:0)       | Zde    |

Do semifinále konference play off postoupil tým Vegas Golden Knights, když zvítězil 4:1 na zápasy.

#### Colorado Avalanche - Arizona Coyotes
| Utkání | Domácí             | Výsledek | Hosté              | Třetiny         | Zpráva |
| ------ | ------------------ | -------- | ------------------ | --------------- | ------ |
| 1.     | Colorado Avalanche | 3:0      | Arizona Coyotes    | (0:0, 0:0, 3:0) | Zde    |
| 2.     | Colorado Avalanche | 3:2      | Arizona Coyotes    | (1:1, 1:1, 1:0) | Zde    |
| 3.     | Arizona Coyotes    | 4:2      | Colorado Avalanche | (1:0, 1:1, 2:1) | Zde    |
| 4.     | Arizona Coyotes    | 1:7      | Colorado Avalanche | (0:3, 1:1, 0:3) | Zde    |
| 5.     | Colorado Avalanche | 7:1      | Arizona Coyotes    | (3:0, 3:0, 1:1) | Zde    |

Do semifinále konference play off postoupil tým Colorado Avalanche, když zvítězil 4:1 na zápasy.

#### Dallas Stars - Calgary Flames
| Utkání | Domácí         | Výsledek | Hosté          | Třetiny               | Zpráva |
| ------ | -------------- | -------- | -------------- | --------------------- | ------ |
| 1.     | Dallas Stars   | 2:3      | Calgary Flames | (0:2, 2:1, 0:0)       | Zde    |
| 2.     | Dallas Stars   | 5:4      | Calgary Flames | (2:1, 2:1, 1:2)       | Zde    |
| 3.     | Calgary Flames | 2:0      | Dallas Stars   | (0:0, 1:0, 1:0)       | Zde    |
| 4.     | Calgary Flames | 4:5 PP   | Dallas Stars   | (0:1, 3:2, 1:1 - 0:1) | Zde    |
| 5.     | Dallas Stars   | 2:1      | Calgary Flames | (1:1, 0:0, 1:0)       | Zde    |
| 6.     | Calgary Flames | 3:7      | Dallas Stars   | (3:1, 0:5, 0:1)       | Zde    |

Do semifinále konference play off postoupil tým Dallas Stars, když zvítězil 4:2 na zápasy.

#### St. Louis Blues - Vancouver Canucks
| Utkání | Domácí            | Výsledek | Hosté             | Třetiny               | Zpráva |
| ------ | ----------------- | -------- | ----------------- | --------------------- | ------ |
| 1.     | St. Louis Blues   | 2:5      | Vancouver Canucks | (1:1, 1:1, 0:3)       | Zde    |
| 2.     | St. Louis Blues   | 3:4 PP   | Vancouver Canucks | (0:1, 1:1, 2:1 - 0:1) | Zde    |
| 3.     | Vancouver Canucks | 2:3 PP   | St. Louis Blues   | (0:0, 2:2, 0:0 - 0:1) | Zde    |
| 4.     | Vancouver Canucks | 1:3      | St. Louis Blues   | (0:1, 1:2, 0:0)       | Zde    |
| 5.     | St. Louis Blues   | 3:4      | Vancouver Canucks | (2:1, 1:3, 0:0)       | Zde    |
| 6.     | Vancouver Canucks | 6:2      | St. Louis Blues   | (1:0, 3:0, 2:2)       | Zde    |

Do semifinále konference play off postoupil tým Vancouver Canucks, když zvítězil 4:2 na zápasy.

## Semifinále - Východní konference

#### Tampa Bay Lightning - Boston Bruins
| Utkání | Domácí              | Výsledek | Hosté               | Třetiny               | Zpráva |
| ------ | ------------------- | -------- | ------------------- | --------------------- | ------ |
| 1.     | Tampa Bay Lightning | 2:3      | Boston Bruins       | (0:1, 0:1, 2:1)       | Zde    |
| 2.     | Tampa Bay Lightning | 4:3 PP   | Boston Bruins       | (1:1, 1:1, 1:1 - 1:0) | Zde    |
| 3.     | Boston Bruins       | 1:7      | Tampa Bay Lightning | (0:2, 1:4, 0:1)       | Zde    |
| 4.     | Boston Bruins       | 1:3      | Tampa Bay Lightning | (0:1, 0:2, 1:0)       | Zde    |
| 5.     | Tampa Bay Lightning | 3:2 PP   | Boston Bruins       | (0:0, 1:1, 1:1 - 1:0) | Zde    |

Do finále Východní konference play off postoupil tým Tampa Bay Lightning, když zvítězil 4:1 na zápasy.

#### Philadelphia Flyers - New York Islanders
| Utkání | Domácí              | Výsledek | Hosté               | Třetiny               | Zpráva |
| ------ | ------------------- | -------- | ------------------- | --------------------- | ------ |
| 1.     | Philadelphia Flyers | 0:4      | New York Islanders  | (0:1, 0:0, 0:3)       | Zde    |
| 2.     | Philadelphia Flyers | 4:3 PP   | New York Islanders  | (3:0, 0:1, 0:2 - 1:0) | Zde    |
| 3.     | New York Islanders  | 3:1      | Philadelphia Flyers | (0:1, 2:0, 1:0)       | Zde    |
| 4.     | New York Islanders  | 3:2      | Philadelphia Flyers | (0:0, 1:1, 2:1)       | Zde    |
| 5.     | Philadelphia Flyers | 4:3 PP   | New York Islanders  | (0:0, 2:1, 1:2 - 1:0) | Zde    |
| 6.     | New York Islanders  | 4:5 PP   | Philadelphia Flyers | (1:2, 3:1, 0:1 - 0:1) | Zde    |
| 7.     | Philadelphia Flyers | 0:4      | New York Islanders  | (0:2, 0:1, 0:1)       | Zde    |

Do finále Východní konference play off postoupil tým New York Islanders, když zvítězil 4:3 na zápasy.

## Semifinále - Západní konference

#### Colorado Avalanche - Dallas Stars
| Utkání | Domácí             | Výsledek | Hosté              | Třetiny               | Zpráva |
| ------ | ------------------ | -------- | ------------------ | --------------------- | ------ |
| 1.     | Colorado Avalanche | 3:5      | Dallas Stars       | (1:3, 2:1, 0:1)       | Zde    |
| 2.     | Colorado Avalanche | 2:5      | Dallas Stars       | (1:0, 1:4, 0:1)       | Zde    |
| 3.     | Dallas Stars       | 4:6      | Colorado Avalanche | (1:0, 0:3, 3:3)       | Zde    |
| 4.     | Dallas Stars       | 5:4      | Colorado Avalanche | (3:0, 0:2, 2:2)       | Zde    |
| 5.     | Colorado Avalanche | 6:3      | Dallas Stars       | (5:0, 1:2, 0:1)       | Zde    |
| 6.     | Dallas Stars       | 1:4      | Colorado Avalanche | (1:1, 0:1, 0:2)       | Zde    |
| 7.     | Colorado Avalanche | 4:5 PP   | Dallas Stars       | (2:1, 1:1, 1:2 - 0:1) | Zde    |

Do finále Západní konference postoupil tým Dallas Stars, když zvítězil 4:3 na zápasy.

#### Vegas Golden Knights - Vancouver Canucks
| Utkání | Domácí               | Výsledek | Hosté                | Třetiny         | Zpráva |
| ------ | -------------------- | -------- | -------------------- | --------------- | ------ |
| 1.     | Vegas Golden Knights | 5:0      | Vancouver Canucks    | (1:0, 3:0, 1:0) | Zde    |
| 2.     | Vegas Golden Knights | 2:5      | Vancouver Canucks    | (0:2, 1:1, 1:2) | Zde    |
| 3.     | Vancouver Canucks    | 0:3      | Vegas Golden Knights | (0:2, 0:0, 0:1) | Zde    |
| 4.     | Vancouver Canucks    | 3:5      | Vegas Golden Knights | (1:2, 2:0, 0:3) | Zde    |
| 5.     | Vegas Golden Knights | 1:2      | Vancouver Canucks    | (0:0, 1:1, 0:1) | Zde    |
| 6.     | Vancouver Canucks    | 4:0      | Vegas Golden Knights | (1:0, 0:0, 3:0) | Zde    |
| 7.     | Vegas Golden Knights | 3:0      | Vancouver Canucks    | (0:0, 0:0, 3:0) | Zde    |

Do finále Západní konference postoupil tým Vegas Golden Knights, když zvítězil 4:3 na zápasy.

## Finále - Východní konference

#### Tampa Bay Lightning - New York Islanders
| Utkání | Domácí              | Výsledek | Hosté               | Třetiny               | Zpráva |
| ------ | ------------------- | -------- | ------------------- | --------------------- | ------ |
| 1.     | Tampa Bay Lightning | 8:2      | New York Islanders  | (3:1, 2:0, 3:1)       | Zde    |
| 2.     | Tampa Bay Lightning | 2:1      | New York Islanders  | (1:1, 0:0, 1:0)       | Zde    |
| 3.     | New York Islanders  | 5:2      | Tampa Bay Lightning | (1:1, 2:0, 2:2)       | Zde    |
| 4.     | New York Islanders  | 1:4      | Tampa Bay Lightning | (0:0, 1:2, 0:2)       | Zde    |
| 5.     | Tampa Bay Lightning | 1:2 PP   | New York Islanders  | (0:1, 1:0, 0:0 - 0:1) | Zde    |
| 6.     | New York Islanders  | 1:2 PP   | Tampa Bay Lightning | (1:1, 0:0, 0:0 - 0:1) | Zde    |

Do finále Stanley Cupu postoupil tým Tampa Bay Lightning, když zvítězil 4:2 na zápasy.

## Finále - Západní konference

#### Vegas Golden Knights - Dallas Stars
| Utkání | Domácí               | Výsledek | Hosté                | Třetiny               | Zpráva |
| ------ | -------------------- | -------- | -------------------- | --------------------- | ------ |
| 1.     | Vegas Golden Knights | 0:1      | Dallas Stars         | (0:1, 0:0, 0:0)       | Zde    |
| 2.     | Vegas Golden Knights | 3:0      | Dallas Stars         | (0:0, 3:0, 0:0)       | Zde    |
| 3.     | Dallas Stars         | 3:2 PP   | Vegas Golden Knights | (0:0, 1:0, 1:2, 1:0)  | Zde    |
| 4.     | Dallas Stars         | 2:1      | Vegas Golden Knights | (0:0, 2:1, 0:0)       | Zde    |
| 5.     | Vegas Golden Knights | 2:3 PP   | Dallas Stars         | (1:0, 0:0, 1:2 - 0:1) | Zde    |

Do finále Stanley Cupu postoupil tým Dallas Stars, když zvítězil 4:1 na zápasy.

## Finále Stanley Cupu

#### Tampa Bay Lightning - Dallas Stars
| Utkání | Domácí              | Výsledek | Hosté               | Třetiny               | Zpráva |
| ------ | ------------------- | -------- | ------------------- | --------------------- | ------ |
| 1.     | Tampa Bay Lightning | 1:4      | Dallas Stars        | (1:1, 0:2, 0:1)       | Zde    |
| 2.     | Tampa Bay Lightning | 3:2      | Dallas Stars        | (3:0, 0:1, 0:1)       | Zde    |
| 3.     | Dallas Stars        | 2:5      | Tampa Bay Lightning | (1:2, 0:3, 1:0)       | Zde    |
| 4.     | Dallas Stars        | 4:5 PP   | Tampa Bay Lightning | (2:1, 1:2, 1:1 - 0:1) | Zde    |
| 5.     | Tampa Bay Lightning | 2:3 PP   | Dallas Stars        | (0:1, 1:0, 1:1 - 0:1) | Zde    |
| 6.     | Dallas Stars        | 0:2      | Tampa Bay Lightning | (0:1, 0:1, 0:0)       | Zde    |

Stanley Cup vyhrál tým Tampa Bay Lightning, když zvítězil 4:2 na zápasy.

## Hráčské statistiky play-off

### Kanadské bodování
Toto je konečné pořadí hráčů podle dosažených bodů. Za jeden vstřelený gól nebo přihrávku na gól hráč získal jeden bod.
| Poř. | Hráč             | Tým                 | Z  | G  | A  | B  | TM | +/- |
| ---- | ---------------- | ------------------- | -- | -- | -- | -- | -- | --- |
| 1.   | Nikita Kučerov   | Tampa Bay Lightning | 25 | 7  | 27 | 34 | 22 | +15 |
| 2.   | Brayden Point    | Tampa Bay Lightning | 23 | 14 | 19 | 33 | 10 | +12 |
| 3.   | Miro Heiskanen   | Dallas Stars        | 27 | 6  | 20 | 26 | 2  | +8  |
| 4.   | Nathan MacKinnon | Colorado Avalanche  | 15 | 9  | 16 | 25 | 12 | +13 |
| 5.   | Victor Hedman    | Tampa Bay Lightning | 25 | 10 | 12 | 22 | 24 | +13 |
| 6.   | Mikko Rantanen   | Colorado Avalanche  | 15 | 7  | 14 | 21 | 6  | +11 |
| 7.   | John Klingberg   | Dallas Stars        | 26 | 4  | 17 | 21 | 14 | -5  |
| 8.   | Josh Bailey      | New York Islanders  | 22 | 2  | 18 | 20 | 0  | +8  |
| 9.   | Joe Pavelski     | Dallas Stars        | 27 | 13 | 6  | 19 | 30 | +6  |
| 10.  | Jamie Benn       | Dallas Stars        | 27 | 8  | 11 | 19 | 32 | +2  |

### Hodnocení brankářů
Toto je konečné pořadí nejlepších pěti brankářů seřazených podle průměru obdržených branek na zápas. Odchytaných minimálně 420 minut.
| Poř. | Hráč               | Tým                 | Z. | MIN  | OG | PZ  | PS  | POG  | Úsp%  |
| ---- | ------------------ | ------------------- | -- | ---- | -- | --- | --- | ---- | ----- |
| 1.   | Carey Price        | Montreal Canadiens  | 10 | 608  | 18 | 264 | 282 | 1.78 | 93.62 |
| 2.   | Frederik Andersen  | Toronto Maple Leafs | 5  | 328  | 10 | 147 | 157 | 1.83 | 93.63 |
| 3.   | Philipp Grubauer   | Colorado Avalanche  | 7  | 388  | 12 | 141 | 153 | 1.86 | 92.16 |
| 4.   | Jake Allen         | St. Louis Blues     | 5  | 288  | 9  | 129 | 138 | 1.88 | 93.48 |
| 5.   | Andrej Vasilevskij | Tampa Bay Lightning | 25 | 1712 | 54 | 684 | 738 | 1.89 | 92.68 |